# De Grootste Verliezer
The Biggest Loser is een televisieprogramma van NBC waarin 10 Amerikanen de strijd aangaan om zo veel mogelijk kilo's proberen te verliezen.
De Nederlandse versie van dit programma werd door de zender SBS6 aanvankelijk uitgezonden onder de titel De Afvallers. Sinds 29 augustus 2013 is de titel The Biggest Loser Holland. Door Talpa en Tien werd de Amerikaanse variant van NBC uitgezonden onder de titel De grootste verliezer.